# فينيثايلين
الكبتاجون أو فينيثايلين هو أحد مشتقات مادتي الأمفيتامين والتيوفيلين وهو مادة كيميائية مُنشِّطة، كانت تُستخدَم -قديمًا- مُنشِّطًا تحت مسميات: كبتاجون وبيوكابتون وفيتون.

## تاريخ الكبتاجون
صنعت مادة الفينيثايلين لأول مرة في اليابان سنة 1919م بواسطة الكيميائي أوقاتا. واستخدم لحوالي 25 عاما، باعتباره بديلا أكثر اعتدالا
لأمفيتامين.كان يستخدم في تطبيقات كعلاج للأطفال "قصور الانتباه وفرط الحركة"، وكما شاع استعماله لمرض ناركوليبسي (حالة الخدار) أو مضاد للاكتئاب. وثمة مميزات يمتاز به الكبتاجون حيث أنه لا يميل إلى زيادة ضغط الدم على مدى نفس الأمفيتامين ولذا يمكن أن يستخدم الكبتاجون مع المرضى الذين يعانون من ظروف القلب والأوعية الدموية
اعتبر الكبتاجون ذو آثار جانبية أقل من المنشطات الأخرى، وقد أصبح غير قانوني في معظم البلدان منذ عام 1986 بعد أن أدرجته منظمة الصحة العالمية
كـأحد الممنوعات وأكثر المؤثرات على العقل، على الرغم من أن المعدل الفعلي لتعاطي كبتاجون كان منخفضة جدا.
تاريخ الأمفيتامينات ومثيلاتها:-*
الأمفيتامين أول ماصنع في ألمانيا سنة 1887م سميت أول ما اكتشفت باسم المقويات، وقد صنعت لمكافحة الجوع.
الميثامفيتامين أول ما صنعت في اليابان سنة 1919م بواسطة الكيميائي أوقاتا. وكانت على شكل بودرة كريستالية تذاب في الماء وتستخدم حقنا. وهي الأقوى مفعولًا والأسهل تصنيعا.
وفي العشرينيات استخدمت الأمفيتامينات كعلاج للعديد من الأمراض مثل الصرع ,انفصام الشخصية ,إدمان المسكرات، الصداع النصفي (الشقيقة), وغيرها.
في سنة 1930م لاحظ الطبيب بنيس أنها ترفع ضغط الدم.
في سنة 1932م استخدمت لعلاج احتقان الأنف.
في سنة 1933م لاحظ أليس تأثيرها كمنشط للجهاز العصبي المركزي وموسع لقنوات الجهاز التنفسي.
في سنة 1935م استخدمت لعلاج نوبات النعاس الغالبة (narcolepsy)(مرض يحدث فيه نوبات قصيرة من النوم العميق والتي من الممكن أن تحدث في أي وقت خلال اليوم).
في سنة 1937م استخدمت لعلاج فرط النشاط لدى الأطفال (ADHD) attention deficit hyperactivity disorder)) (تأثير الأمفيتامين
على الأطفال يكون كمهدئ بدلا من تنبيههُم بعكس البالغين).
في سنة 1937م اُسْتُخْدِم على شكل حبوب.
في سنة 1939م بعد الحرب العالمية الثانية انتشر استخدام الأمفيتامينات بين الجنود.
و في الخمسينيات انتشر حقن الميثامفيتامينات بين اليابانيين انتشارا واسعا.
في سنة 1960م اكتشف الميثاكولين في ألمانيا وكانت أولى محاولات الانتحار عن طريقه في 1962م.
وفي الستينيات انتشر سوء استعمال الأمفيتامينات بين الشباب والمراهقين في السويد.
ثم انتشر استخدامها في بريطانيا والولايات المتحدة بعد حرب كوريا وأثناء حرب فيتنام.
كما انتشر استخدام الأمفيتامينات ومشتقاتها كمخفف للوزن (حيث أن لها تأثير يقلل من الشهية ومن جهة أخرى تزيد من حرق الطاقة).
وعندما اكتشف التعود والإدمان على الأمفيتامينات بدأت الشركات المنتجة في تخفيض الناتج، ويقتصر استخدام الأمفيتامينات حاليا في علاج النشاط الزائد عند الأطفال وبجرعات صغيرة للغاية. كما يستخدم أيضا في جلسات التفريغ في العلاج النفسي وبعض حالات النوم المفاجئ ولعلاج التسمم بالمنومات.

## علم الصيدلة
كبتاجون يتأيض من قبل الجسم الهيئة لتكوين شكلين من العقاقير هما الأمفيتامين (24.5 ٪ من الجرعة عن طريق الفم) والثيوفيلين (13.7 ٪ من الجرعة عن طريق الفم), وثمة آثار فسيولوجية للكبتاجون وبالتالي هو ناتج عن مزيج من كل ثلاثة عقاقير.
إن الكبتاجون (captagon) هو الاسم التجاري للفينثيلين (Fenethylline) (الاسم العلمي) وهو مركب مثيل للأمفيتامين (amphetamine). وهي مواد منشطة (المنشطات هي العقاقير التي تسبب النشاط الزائد وكثرة الحركة وعدم الشعور بالتعب والجوع وتسبب الأرق) وتعتبر من المخدرات التصنيعية وهي مواد محظورة.
وقد يطلق اسم أمفيتامين ويقصد به جميع أنواع المركبات المثيلة له بما فيها الكبتاجون لأن الخصائص الكيميائية للأمفيتامينات ومثيلاتها متشابهة كما أن تأثيرها على المتعاطين متشابه, فالذين يتعاطون المنشطات لا يمكنهم التمييز أي نوع استخدموا.
ومن أشهر أنواع الأمفيتامينات ذلك الذي يعرف تجاريا باسم "بنزدرين" وميثامفتيامين والمعروف تجاريا باسم "ديسوكسين" وديكسترو أمفيتامين والمعروف تجاريا باسم "ديكسيدرين". كما توجد مركبات أخرى مثيلة للأمفيتاميات وهي فينثيلين والمعروف بالكبتاجون والفينمترازين المعروف تجاريا باسم "بريلودين" وفينديميترازين المعروف باسم "بليجين" وفينترمين المعروف باسم"لونامين" و2C -B.
-:أشكال الأمفيتامينات
- حبوب
- كبسولات
- قطع كريستال صافية
- بودرة
آلية العمل والعوامل المؤثرة على مدى تأثير الجرعة:-
آلية العمل (mechanism):
لابد لنا قبل تناول طريقة العمل من شرح موجز للموصلات الكيميائية الموجودة في المخ وكيفية تنبيه الخلية العصبية بواسطة هذه المواصلات.
يحتوي مخ الإنسان على مواد كيميائية تقوم بنقل الإشارات المنبهة من خلية إلي خلية أخرى.
وأهم الموصلات الموجودة في المخ هي :الدوبامين والنورأدرينالين والسيروتونين وأستيل كولين.
وتختزن هذه الموصلات في حويصلات موجودة في كعبرة الشباك (منطقة ملامسة محور الخلية العصبية بخلية أخرى). ويتم التنبيه بين الخلايا على النحو التالي:
عندما تتكون شحنة كهربائية على المحور----> تصل إلى كعبرة المحور ----> تحدث تفجير الحويصلات التي تحتوي على الموصلات ----> ينتج عنها تدفق في فجوة الشباك ---->ثم تلتصق بمستقبلات الخلية ----> يؤدي ذلك إلى تنشيط شجيرات الخلية كهربائيا ----> ويتبع ذلك انطلاق الشحنة الكهربائية إلى محور الخلية ----> ويعقب ذلك تكرار نفس العملية لتنبيه خلية ثالثة وهكذا.
ويتم تصنيع هذه الموصلات بالخلايا العصبية من مواد تشتق من البروتينات التي نتناولها في الطعام (ومعظمها أحماض أمينية), ويساعد في ذلك خمائر خاصة ثم يتم تخزين هذه الموصلات في الحويصلات. كما توجد خمائر تقوم بتكسير هذه الموصلات بعد أن تؤدي وظيفتها, أو يعاد امتصاصها مرة ثانية في كعبرة محور الخلية.
و دور الأمفيتامين في تنشيط الخلايا يكون من خلال :
1. تفريغ الحويصلات التي تحتوي على النواقل العصبية المعروفة باسم كايتكول أمينات (catecholamines) مثل (نورإبنفرين، دوبامين ,سيروتينين) والمسؤولة عن عدد من العمليات الذهنية(التركيز والانتباه والنشاط الذهني والجسدي..... الخ).
2. كما تقوم الأمفيتامينات بإعاقة امتصاص الموصلات مرة ثانية إلى كعبرة محور الخلية, مما يؤدي إلى زيادة تنشيط شجيرات الخلية كهربائيا.

العوامل المؤثرة على مدى تأثير الجرعة:
تأثير الجرعة من حيث شدة المفعول والفترة الزمنية التي يستمر فيها التأثير يعتمد على عدة عوامل منها نوعية الحبوب المستخدمة, الكمية المستخدمة، محتوى المعدة، طريقة الاستخدام, تاريخ وتكرار الاستخدام (تأثير الجرعة يختلف من شخص إلى آخر حسب تاريخ الاستخدام وتكرار الاستخدام فمع مرور الوقت وتكرار الجرعة يتحمل الجسم تأثيرها وتقل فاعليتها).
وهناك مايزيد من تأثير الجرعة (المشددات) مثل مشروبات الطاقة، التدخين، الشاي، القهوة، والمنبهات الأخرى...
وكذلك هناك ما يقلل من تأثير الجرعة (المفككات) مثل اللبن، الليمون وجميع الحمضيات الأخرى، الحمام الساخن، الحشيش، ممارسة الجنس.

## سوء الاستعمال
استخدام الكبتاجون كماركة تجارية هو الأكثر شيوعاً في البلدان العربية، وهي إصدارات مزيفة من المخدرات القانونية لا تزال متوفرة حتى الآن على الرغم من كونها غير قانونية لمدة 20 عاما. في الوقت الحاضر فهناك العديد من هذه الأقراص المزيفة المسماة "كبتاجون" تحتوي على أقراص مشتقات الأمفيتامين الأخرى التي هي أسهل في الإنتاج، ولكنها تعصر وتختم لتبدو وكأنها حبات كبتاجون، رغم أنها ليست أصلية. بعض حبات كبتاجون التي حُلِّلَت لا تحتوي على كبتاجون ومع ذلك لا يزال إنتاجها مشروعا وبلا قيد.

## انتشاره في البلدان العربية
لعب العقار دورًا في الحرب الأهلية السورية. يُدر إنتاج وبيع فينيثايلين عائدات كبيرة يُرجح أنه تم استخدامها في تمويل شراء الأسلحة ، كما يستخدم المقاتلون الفينيثايلين من نواحٍ مختلفة لإبقائهم يقظين في المعارك. يُعتبر الفقر والعقوبات الدولية التي تسببت بارتفاع معدل البطالة والحد من الصادرات القانونية من العوامل المساهمة في انتشار إنتاجه وإدمانه.
في مايو عام 2021 وصفت صحيفة الغارديان البريطانية آثار إنتاج الكبتاغون في سوريا على الاقتصاد بأنها تجارة قذرة تخلق دولة مخدرات قريباً. وتتسبب أموال المخدرات التي تتدفق وتدخل إلى سوريا في زعزعة استقرار الأعمال التجارية المشروعة وتؤثر عليها سلباً مما يجعل سوريا المركز العالمي لإنتاج الكبتاغون مع زيادة التصنيع والتطور التقني الذي أدى إلى زيادة الإنتاج.
ذكرت صحيفة نيويورك تايمز في كانون الأول عام 2021 أن الفرقة الرابعة المدرعة الخاصة بالجيش السوري بقيادة ماهر الأسد ، تشرف على جزء كبير من إنتاج وتوزيع الكبتاغون مع أنواع أخرى من المخدرات. تسيطر وتتحكم الفرقة في مرافق التصنيع ومحطات التعبئة وشبكات التهريب في جميع أنحاء سوريا (والتي بدأت أيضًا في نقل الكريستال ميث). يوفر المكتب الأمني للفرقة بقيادة غسان بلال الحماية للمصانع و طرق التهريب المؤدية إلى مدينة اللاذقية والمعابر الحدودية مع الأردن ولبنان. في أعقاب العقوبات المفروضة على نظام بشار الأسد قال جهاد يازجي محرر موقع (The Syria Report) إن الكابتاغون يعتبر الآن " أهم مصدر للعملة الأجنبية في سوريا ".

### السعودية
في شهر حزيران عام 2021 صادرت السلطات السعودية في ميناء جدة 14 مليون قرص كبتاغون مخبأة داخل شحنة ألواح حديدية قادمة من لبنان. وفي نفس الشهر تم مصادرة في ميناء جدة أيضاً شحنة تحتوي على 4.5 مليون حبة كبتاغون تم تهريبها مخبأة داخل فاكهة البرتقال بعدة صناديق  وكذلك في تموز2021 عثرت الجمارك السعودية على 2.1 مليون حبة كبتاغون في قرية الحديثة بمنطقة الجوف مخبأة في شحنة معجون الطماطم.

## أضرار الكبتاجون
كما قد يعاني المدمن من الهلوسات السمعية والبصرية وتضطرب حواسة فيتخيل أشياء لا وجود لها، كما يؤدي الاستعمال إلى حدوث حالة من التوهم حيث يشعر المدمن أن حشرات تتحرك على جلده.
وهناك من تظهر عليه أعراض تشبه حالات مرض الفصام أو جنون العظمة.
- كذلك الشعور بالاضطهاد والبكاء بدون سبب و الشك في الآخرين فمثلا بعض المتعاطين يشك في أصدقائه بأنهم مخبرون متعاونون مع مكافحة المخدرات وهناك من يشك في زوجته بأن لها علاقات مع غيره مما يسبب مشاكل عائلية واجتماعية للمتعاطي.
- ومع الإفراط في الاستخدام يحدث نقص في كريات الدم البيضاء مما يضعف المقاومة للأمراض، كذلك تحدث انيميا.
- كما يؤدي إدمان الأمفيتامينات إلى حدوث أمراض سوء التغذية، كما يسبب حقنها في الوريد بجرعات كبيرة حدوث إصابات في الشرايين مثل الالتهاب والنخر وفشل كلوي وتدمير الأوعية الدموية بالكلية وانسداد الأوعية الدموية للمخ ونزيف في المخ قد يؤدي إلى الوفاة. ويؤدي استنشاق الأمفيتامين إلى إثارة الأغشية المخاطية للأنف.
- كما يؤدي استخدام الحقن الملوثة إلى نقل عدة أمراض خطيرة مثل الإيدز والتهاب الكبد الفيروسي من نوع B
- ومن أضرارها كذلك أنها تؤدي إلى الوقوع في التدخين (أو الإكثار من التدخين إذا كان يدخن قبل الوقوع في تعاطي الكبتاجون) لأنها تزيد من مفعول الكبتاجون. كذلك تؤدي إلى الوقوع في الحشيش لأن الحشيش يضاد مفعول الكبتاجون فيستخدمها بعض المتعاطين إذا أراد النوم، كما تؤدي إلى الوقوع في المسكرات (لأنه يشاع بين المتعاطين أن الكحول تزيل أثر الكبتاجون من الجسم فلا يتم التعرف على المتعاطي من خلال التحليل).

## استخدامات سابقة
الكبتاجون كان يستخدم في علاج الاكتئاب في فترات سابقة، حين كان الاكتئاب غير معروف بصورته الحالية، فكان الأطباء يصفونه للمرضى حتى يعطيهم النشاط. بعد ذلك لاحظ بعض العاملين في مجال الصحة النفسية بخاصية هذه المادة التي تساعد على السهر، فجربوا أحد مشتقاتها المقنن علمياً في الأشخاص الذين يعانون من كثرة النوم المرضي Narcolepsy وقد ساعد هذا المرضى الذين يعانون من هذا الاضطراب في التحسن وخفت نوبات الإصابة بالنوم المفاجئ، والتي تحدث في أي وقت بما في ذلك وقت العمل أو أحيانًا في مواقف خطرة، مثل قيادة سيارة أو تشغيل مكائن ثقيلة والتي يمكن أن تسبب حوادث.
هذا العلاج يستخدم أيضاً في علاج فرط النشاط الزائد عند الأطفال، وفي الأطفال التوحديين، وكذلك الأطفال الذين يصابون ببعض التلف البسيط في بعض خلايا الدماغ والذي يحدث بعض السلوكيات غير المرغوبة بها نتيجة ذلك.

## الأعراض الجانبية
1- فقدان الشَّهيَّة
2- الأرق.
3- الكوابيس
4- سُرعة دقَّات القلب
5-الاكتئاب والخمول

## طرق الاستخدام
البلع - تحت اللسان

## أشكال الكبتاجون
حبوب - كبسولات - قطع كريستال صافية - بودرة

## الأعراض الانسحابية للكبتاجون
إذا توقف الشخص الذي يتعاطى الكبتاجون عن التعاطي فجأة، فإنه سوف يعاني من أعراض انسحابية، مثل زيادة الشهية للأكل، الخمول الشديد والنوم ربما لبضعة أيام بعد التوقف. الاكتئاب الشديد أيضاً واحد من أهم الأعراض الانسحابية والتي قد تنتج عند التوقف المفاجىء عن الكبتاجون، وربما قاد هذا الاكتئاب إلى الانتحار.
من يتوقف عن الكبتاجون لايحتاج للدخول إلى مستشفى، في معظم الحالات، ولكن يحتاج لمراقبة طبية، ويجب علاج الاكتئاب متى كان هذا الاكتئاب يحتاج إلى علاج، فإنه يجب علاجه بشكل جيد، لأن الاكتئاب الشديد قد ينتج عن التوقف المفاجئ للكبتاجون. في بعض الأحيان يحتاج الشخص الذي توقف عن الكبتاجون لبعض الأدوية المضادة للذهان المهدئة .